# Áll-nyelvcsonti izom

A nyak izmai (a piros jelöli a mylohyoideust)

A musculus mylohyoideus egy apró izom az ember nyakában.

## Eredés, tapadás, elhelyezkedés
A linea mylohyoidea mandibulaeról ered és a raphe pharyngisen valamint a nyelvcsont (os hyoideum) felső részén tapad.

## Funkció
Emeli a nyelvcsontot, süllyeszti az állkapcsot (mandibula).

## Beidegzés, vérellátás
A nervus mylohyoideus idegzi be és a ramus mylohyoideus arteriae alveolaris inferioris látja el vérrel.